# Golco
Golco (también llamada El Golco) es una localidad española perteneciente al municipio de Alpujarra de la Sierra, en la parte centro-este de la comarca de la Alpujarra Granadina, provincia de Granada, comunidad autónoma de Andalucía. A unos diez kilómetros del límite con la provincia de Almería, cerca de esta localidad se encuentran los núcleos de Mecina Bombarón, Cádiar, Bérchules y la Pedanía de Montenegro.

## Historia
Tras la expulsión de los moriscos en 1609, el pueblo fue repoblado con familias procedentes de Galicia, Asturias y León.
- Datos: Q5882271